# 자아존중감

최초의 심리적 환경을 구성해주는 '가족'

자아존중감(自我尊重感,  영어: self-esteem)이란 자신이 사랑받을 만한 가치가 있는 소중한 존재이고 어떤 성과를 이루어낼 만한 유능한 사람이라고 믿는 마음이다. 자아존중감이 있는 사람은 정체성을 제대로 확립할 수 있고, 정체성이 제대로 확립된 사람은 자아존중감을 가질 수 있다.
자아존중감은 객관적이고 중립적인 판단이라기보다 주관적인 느낌이다. 자신을 객관화하는 것은 자아존중감을 갖는 첫 단추이다. 간단히 자존감(自尊感)으로도 부른다. 이 용어는 미국의 의사이자 철학자인 윌리엄 제임스가 1890년대에 처음 사용하였다.
자존감이라는 개념은 자존심과 혼동되어 쓰이는 경우가 있다. 자존감과 자존심은 자신에 대한 긍정이라는 공통점이 있지만, 자존감은 '있는 그대로의 모습에 대한 긍정'을 뜻하고 자존심은 '경쟁 속에서의 긍정'을 뜻하는 등의 차이가 있다.

## 형성과 변화

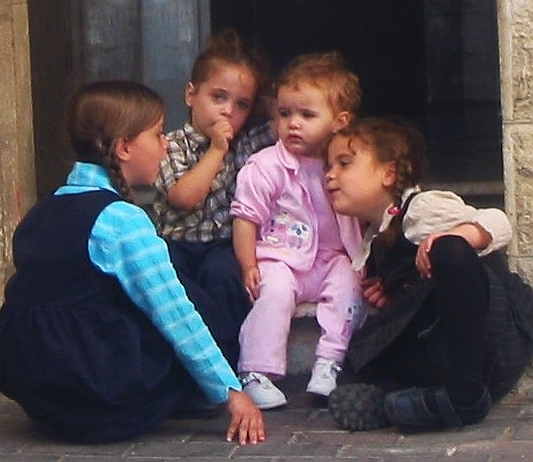
기틀이 마련되는 어린 시절

자존감은 어린 시절 기틀을 마련한다. 일반적으로 유아기에 가장 높은 편이며, 이후 현실을 알아가고 경험하면서 또래와의 비교를 통해 자신을 평가하게 되고, 자신의 자존감 또한 조정하게 된다.

### 양육자와의 관계

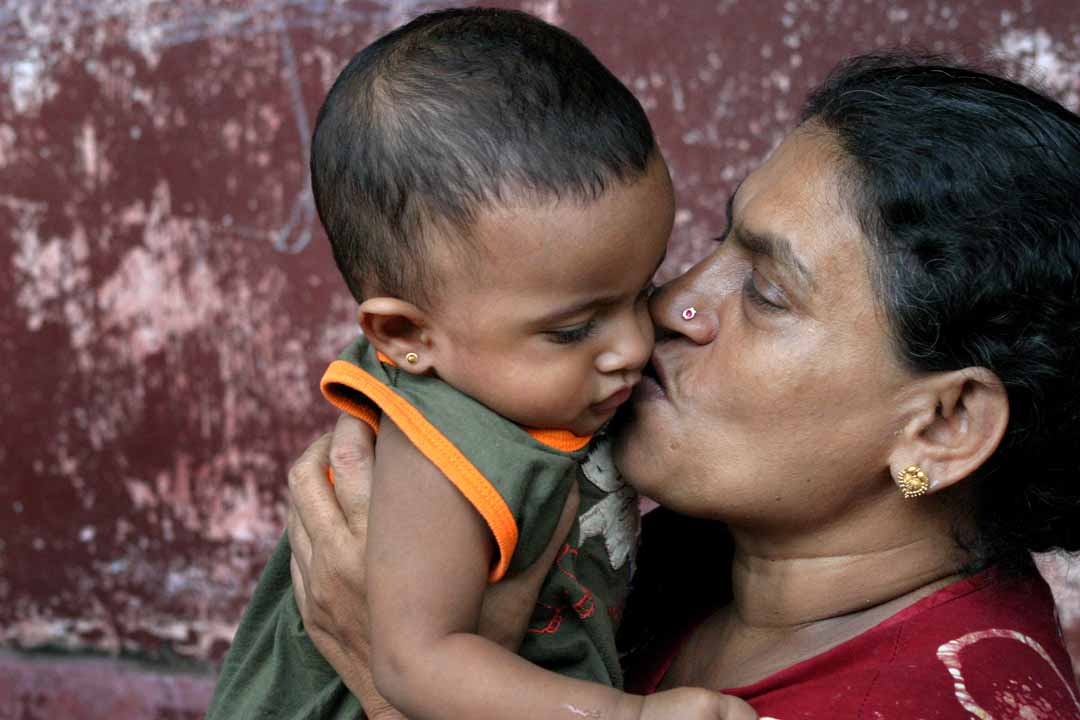
양육자와의 상호작용은 자존감 형성에 영향을 준다

양육자와의 관계는 피양육자의 자존감 형성에 영향을 준다. 피양육자는 양육자의 가치관에 영향을 받을 수 있고 양육자와의 관계 속에서 자기효능감을 익힌다. 미성년 시절에 형성된 자존감은 성인이 되어서도 영향을 미칠 수 있다. 그리고 양육자가 다수일 경우 양육자들 간에 사이가 원만하지 않으면 피양육자의 자존감이 저하될 수 있다. 그래서 공동체 생활에서 의견 충돌은 있게 마련이지만 양육자들은 그 갈등을 합리적으로 풀어가는 모습을 피양육자에게 보여줄 필요가 있다.

### 경험
삶에서의 경험은 자존감에 큰 영향을 준다. 삶에서 어떠한 긍정적 경험과 부정적 경험을 하였냐에 따라 자존감은 변한다. 단순 부정적 경험이나 트라우마가 자존감에 상처를 입히며 외상후 스트레스 장애로 이어지는 이유는 이러한 경험에 따른 유동성 때문이다.

## 분별 특성

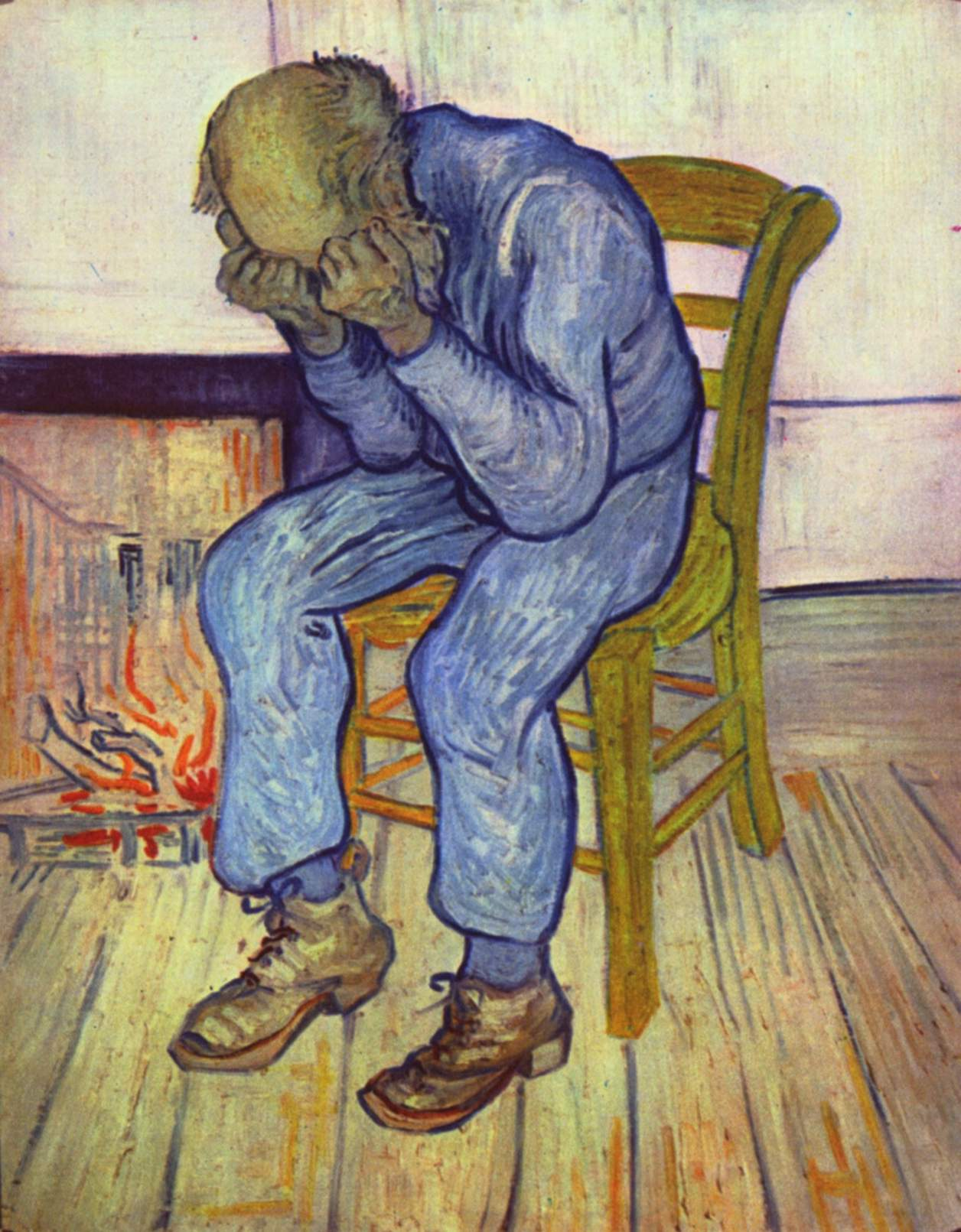
낮은 자존감은 우울한 감정을 만들기 쉽다

### 높낮이
자존감이 있는 경우는 합리적이고 주도적인 의사 결정력이 생기고, 부정적 심리를 경험할 가능성이 낮거나 경험하더라도 비교적 쉽게 극복한다. 그러나 자존감이 과잉된 경우는 우월감 등의 부정적 심리 경험에 노출될 가능성이 크고, 타인의 비판이나 평가를 부정적으로 받아들이고 더 나아가 공격적인 모습을 보일 수 있다.
자존감이 낮을 경우에는 우울, 불안, 열등감, 분노, 공포 등의 부정적 심리 경험에 노출될 가능성이 크고, 의사결정에 의존적이거나 불확실한 태도를 보일 수 있다. 우울감에서 벗어나고자 과도한 음주를 하거나 비정상적 식습관을 가질 수도 있다. 열등감이나 자격지심으로 공격적인 모습을 보이기도 한다. 심하면 우울증이 생기거나 자살 등의 극단적인 방법을 선택하기도 한다.

### 안정성
자존감이 안정된 경우는 자존감이 쉽게 변하지 않지만, 자존감이 불안정할 경우에는 상황에 따라 자존감의 높낮이가 쉽게 변한다.

## 이론
많은 초기 이론들은 자존감이 기본적인 인간적 욕구나 동기라고 제시한다. 미국 심리학자 에이브러햄 매슬로(Abraham Maslow)는 매슬로의 욕구단계설(hierarchy of human needs)에서 자존감을 포함하고 있다. 그는 두 가지 다른 형태의 존중감(esteem)을 묘사하였다. 인정(recognition), 성공, 칭찬이라는 형태로 타인들로부터 얻는 존중(respect)을 바라는 욕구, 그리고 자기애(self-love), 자신감(self-confidence), 기술(skill), 소질(aptitude)이라는 형태의 자기존중(self-respect)에 대한 욕구가 그것이다. 타인으로부터 존중은 내적 자존감보다 더 취약하고 더 쉽게 잃을 수 있다고 생각한다. 매슬로에 의하면, 자존감을 바라는 욕구의 충족이 없으면, 사람들은 그것을 충족시키기 위하여 추구하려는 추동력이 생기지만, 자아실현(self-actualization)을 개발하고 성취할 수 없다. 또한 매슬로는 가장 건강한 자존감의 표현은 명성(renown), 명성(fame), 아부(flattery) 이상의, 우리가 타인들에게 마땅히 해야 할 존중감으로 드러나는 것이라고 한다. 자존감에 관한 현대 이론들은 자기자신에 대한 높은 존중감을 유지하도록 인간이 동기부여외는 이유에 대해 탐구한다. 사회성 계량기 이론(sociometer theory)은 자존감은 한 개인이 자신이 속한 집단 내에서의 지위 및 수용 정도를 체크하도록 진화하였다는 것을 주장한다. 공포관리이론(Terror Management Theory)에 따르면, 자존감은 방어적 기능(protective function)을 하고 삶과 죽음에 대한 불안(anxiety)을 줄여준다.
인본주의 심리학(humanistic psychology)의 대가 칼 로저스(Carl Rogers, 1902–1987)는 많은 사람들은 자신을 경멸하고 자신은 무가치하고 사랑받을 수 없다고 생각하는 문제의 기원에 대해 이론화하였다. 때문에 로저스는 내담자에게 무조건적 수용을 보이는 것의 중요성을 신뢰하였고, 이것이 행해지면 내담자의 자존감을 향상시킬 수 있다. 내담자의 치료 회기동안, 로저스는 어떠한 일이 있어도 긍정적인 존경을 제공하였다. 사실 그때 이후로 자존감 개념은 인본주의 심리학에서 만인에 대한 불가탈적 권리(inalienable right)로서 접근하기 시작하였다. 다음 문장으로 요약 가능하다.
| “ | 모든 인간은 예외 없이 인간이라는 사실만으로도 다른 모든 사람들의 무조건적 존중을 받아 마땅하다. 인간은 자가자신을 존중하고 타인으로부터 존중받아 마땅하다. | ” |

## 측정
자존감은 자기보고 항목(self-report inventory)을 이용하여 평가된다.
가장 널리 사용되는 도구인 로젠버그 자존감 척도(Rosenberg self-esteem scale, RSES)는 참가자들로 하여금 자신에 관한 일련의 진술들을 가지고 동의 수준을 지목하는 10개 항목 자존감 척도이다. 대안 측정 방식인 코퍼스미스 항목(The Coopersmith Inventory)은 다양한 주제에 관한 50개 질문 연쇄이다. 실험대상자에게 타인을 자신과 비슷한지 비슷하지 않은지를 평가하라고 요구한다. 대상자의 답변이 자존심이 굳건하다는 것을 보여주는 경우, 척도는 이들을 잘 적응되었다(well adjusted)고 본다. 만약 답변에서 내면의 수치감(inner shame)이 드러난다면, 이는 사회적 일탈(social deviance)이 되기 쉽다고 본다.
자존감의 내현적 척도들은 1980년대에 사용되기 시작했다. 이러한 척도들은 내현적 자존감(implicit self-esteem)과 연관된 것으로 보이는 인지 처리 과정(cognitive processing)의 간접 측정 방식에 의존한다. 이름자모과제(Name Letter Task) 등이 있다. 이러한 간접 측정은 감정 과정을 알지 못하도록 설계되어 있다. 내현적 자존감 측정에 사용되면, 심리학자들은 참가자들에게 가해지는 자아 관련 자극(self-relevant stimuli)을 파악한 후, 얼마나 빨리 긍정적 혹은 부정적 자극을 알아차리는지를 측정한다. 예를 들어, 자아 관련 자극이 여성이나 한 아이의 엄마에게 가해질 경우, 심리학자들은 여성이나 엄마가 '악하다(evil)'과 같은 부정적인 단어나 '친절하다(kind)'와 같은 긍정적인 단어를 얼마나 빨리 알아차리는지를 측정한다.

## 유형

### 자존감이 높은 경우
건강한 자존감을 가진 사람들

매슬로우의 피라미드.

- 어떤 가치관이나 원칙에 대하여 굳은 신념을 가지고 있고, 그 반대되는 것이 나타나도 지키려는 준비가 되어 있으며, 경험에 따라 그것을 수정할 만큼 안정감을 느끼고 있음[19]
- 최선의 선택이라고 생각하는 것에 따라 행동할 줄 알며, 자신의 판단을 신뢰하고, 자신의 선택을 타인이 좋아하지 않아도 자신은 죄책감을 느끼지 않음[19]
- 과거에 일어난 일에 과도하게 괴로워하거나 미래에 일어날 일에 지나치게 걱정하느라 시간 낭비하지 않는다. 이들은 과거에서 배우고 미래를 계획하지만 현재를 살고 있다.[19]
- 자신의 문제 해결 능력을 완전히 신뢰하면서도 실패와 고난 이후에도 결코 주저하지 않는다. 필요하면 타인에게 도움을 요청한다.[19]
- 존엄(dignity)에 있어 타인과 동등하다고 생각하며 타인보다 우월하거나 열등하다고 생각하지 않는다. 반면 특정 재능이나 개인적 명성, 재정 수준에서 각자 차이가 있다는 것도 수용한다.[19]
- 타인들 혹은 우정을 나누고 있는 사람들에게 있어, 자신이 어떻게 관심을 일으키고 가치 있는 사람이 될 수 있는지를 잘 알고 있다.[19]
- 타인의 조종(manipulation)에 대해 저항하고, 적절하고 이로울 때만 타인과 협력한다.[19]
- 부정적이든 긍정적이든 각자 서로 다른 내면의 느낌이나 충동이 있다는 것을 인정하고 수용하며, 자신이 선택할 때에만 이러한 충동들을 타인에게 드러낸다.[19]
- 다양한 활동들을 즐길 줄 안다.[19]
- 타인의 감정과 욕구에 민감하다. 널리 수용되고 있는 사회적 규칙을 존중하며, 타인에게 손해를 끼칠 정도로 자신의 권리나 번영할 욕구를 주장하지 않는다.[19]
- 고난이 닥쳤을 때 해결책을 찾으려 노력하거나 자신의 불만을 언어로 표현할 줄 알지만, 자신이나 타인을 과소평가하지 않는다.[27]
- 자존감이 높은 사람은 자존감이 높다는이미지로 다른 사람들에게 인정받으려고 하지않는다. 평상시에 자존감에 대해서 관심이없고 자존감이 낮다는 말을 듣는 것을 두려워하지 않는다.

### 안전 대 방어
사람은 누구나 긍정적인 자기관(self-view)을 유지하는데 있어 타인이 자신을 안심시키지 않아도 높은 자존감을 자신 있게 유지할 수 있다. 반면, 방어적인 자세의 높은 자존감을 가진 사람들은 다른 자존감 높은 사람들처럼 로젠버그 척도(Rosenberg Scale)에서 긍정적인 자기평가를 보인다. 그러나 이들의 긍정적인 자기관은 비판에 취약하다. 방어적인 높은 자존감을 가진 사람들은 무의식적인 자기의심과 불안정을 내면화하고, 이로 인해 자신이 받게 될 비판에 부정적으로 반응한다. 이들은 자기가치감을 유지하고자 긍정적인 피드백을 타인으로부터 끊임없이 받아야 한다. 칭찬이 반복되어야 한다는 필요성은 자찬하거나 교만한 행동, 심지어는 자기중심성향(egotism)이 위협받게 되는 한 사례로서 자기가치감에 의문을 제기하는 사람에게 공격적이고 호전적인 감정을 보이는 것과 관련 있다.
미국 교육심리학지(Journal of Educational Psychology)는
conducted a study in which they used a sample of 383 Malaysian undergraduates participating in 노동결합학습(work integrated learning, WIL) 프로그램에 참가하는 말레이시아 5개 공립대학 대학생 383명을 대상으로 자존감과 자기효능감(self-efficacy) 혹은 자신감(self-confidence) 등과의 관계를 조사하는 연구를 수행하였다. 그 결과, 자존감이 높은 학생들은 낮은 학생들에 비해 대학 성적이 좋기에, 자존감은 자신감과 자기효능감과 정적이고 유의미한 관계에 있다는 것으로 드러났다. 고등 교육기관과 고용자들은 대학생들의 자존감 계발을 강조해야 한다고 결론 내렸다.

### 내현, 외현, 자기애, 그리고 위협받는 자기중심성
내현적 자존감(implicit self-esteem)은 자발적(spontaneous), 자동적(automatic), 무의식적인(unconscious) 방식으로 자신을 긍정적 혹은 부정적으로 평가하는 기질(disposition)을 의미한다. 반대로 외현적 자존감(explicit self-esteem)은 의식적이고(conscious) 반성적인(reflective) 자기 평가를 수반한다. 모두 자존감의 하위유형이다.
자기애(narcissism)는 자기 자신에 대한 과도한 사랑의 기질을 의미한다. 자기가치감에 대한 과장된 평가를 특징으로 한다. 자기애 측정 척도인 로버트 라스킨(Robert Raskin)의 '진위항목 40개 검사(40 Item True or False Test)' 점수가 높은 사람의 경우, '내가 세계를 지배했다면 세상이 더 나았을텐데'라는 식의 문제에 '사실이다(true)'라고 선택할 가능성이 높다. 자기애와 자존감 간의 연관성은 하나 있다. 즉, 자존감은 높지만 자기애가 낮거나, 으스대고 불쾌하지만 자존감과 자기애가 높을 수도 있다.
위협받는 자기중심성(threatened egotism)은 자기애성자의 자아(the ego)를 위협하는 비판에 대한 반응을 특성으로 한다. 이들은 공격적이고 호전적으로 반응하기 일수이다.

### 낮은 경우
자존감이 낮은 원인이 다양하지만, 유전적 요인, 외모나 체중, 정신 건강 문제, 사회경제적 지위(socioeconomic status), 중요한 감정적 경험, 사회 낙인(social stigma), 동조 압력(peer pressure), 왕따(bullying) 등이 있다.
자존감이 낮은 경우 다음과 같은 특징을 보인다.
- 엄중한 자기비판(self-criticism)과 불만족[19]
- 비판이나 공격받는 느낌으로 인한 분노와 함께 보이는 비판에 대한 과민반응(hypersensitivity)[19]
- 만성적 우유부단(chronic indecision)과 실수에 대한 지나친 두려움[19]
- 타인을 지나치게 기쁘게 해야 하거나 요청을 거절하지 못하는 성격[19]
- 완벽주의 : 완벽에 도달하지 못했을 때 좌절 일으킴[19]
- 신경증 수준의 죄책감(neurotic guilt) : 과거 실수에 휘둘리거나 과장함[19]
- 명확한 이유 없이 보이는 변덕스런 호전성(floating hostility)과 방어행동 및 짜증[19]
- 비관주의(pessimism)와 부정적인 전망[19]
- 질투, 화를 돋움, 혹은 분노[19]
- 일시적 고난이 영원히 지속되거나 참을 수 없는 것으로 여김[27]

자존감이 낮으면 자신에게도 비판적이다. 자기가치감을 평가할 때, 타인의 인정이나 칭찬에 휘둘린다. 일부는 성공을 기준으로 호감을 측정하기도 한다. 이들은 성공하면 자기를 인정하지만 실패하면 자기를 인정하지 않는다. 민성적으로 자존감이 낮은 사람들은 정신질환을 앓을 위험이 높다. 그리고 이러한 행동은 정신 질환 증상을 형성하는데 있어 밀접하게 연관되어 있다.

#### 치료
메타인지 치료(metacognitive therapy), EMDR 기법(EMDR technique), 마음챙김 기반 인지치료(mindfulness-based cognitive therapy), 합리정서행동치료(rational emotive behavior therapy), 인지행동치료(cognitive behavioral therapy, CBT), 특성 및 구조 치료(trait and construct therapies)은 환자의 자존감을 향상시킨다.

### 세 가지 상태
마틴 로스(Martin Ross)가 제안한 분류법은 승리(triumph), 명예(honor), 덕성(virtue) 등 세 가지 위업(feats), 그리고 실패(defeat), 당황(embarrassment), 수치(shame) 등 반위업(anti-feats)에 비하여 세 가지 상태(state)로 구분지었다.

#### 조각난 자존감
조각난 자존감(shattered self-esteem)을 가진 이들은 스스로를 가치있다고나 사랑스럽자고 평가하지 않는다. 이들은 실패나 수치에 압도당하거나, 자신을 그렇게 바라보면 자신의 반위업을 명명한다. 예를 들어, 이들은 특정 나이가 지나면 반위업으로 생각하여 자신을 반위업의 이름으로 정의하고 '나는 늙었다'고 생각한다. 이들은 행동이나 연민 등의 감정을 표현하면서 스스로를 모욕하고 슬픔에 마비가 된다.

#### 취약한 자존감
취약한 자존감(vulnerable self-esteem)을 가진 이들은 흔히 긍정적인 자기상을 가지고 있다. 그러나 이들의 자존감은 (실패, 당황, 수치, 불명예 등) 절박한 반위업이 있을 것이라는 위험이 감지될 경우 취약하다. 그 결과, 이들은 자주 초조해 하고 꾸준히 방어기제(defense mechanism)를 사용한다. 이들이 사용하는 전형적인 방어기제로는 의사결정(decision-making) 회피이다. 이들은 겉으로는 큰 자신감을 보여도, 저변에 깔린 현실은 반대일 수 있다. 겉으로 드러난 자신감은 반위업에 대한 두려움이 높아지고 자존감이 취약하다는 것을 보여준다. 또한 이들은 자기상을 위협하는 상황으로부터 자기상을 보호하고자, 타인을 탓하기도 한다. 이들은 방어기제를 사용하여, 게임이나 기타 경쟁에서 지려고 시도하여 자기상을 보호하려 한다. 이때 이들은 이기려는 욕구로부터 자신을 해리(dissociate)시키거나 사회적 인정(social acceptance)에 매달리지 않는다는 모습을 공공연히 보이지만, 사실 이들이 너무나도 바라는 것이 바로 사회적 인정이다. 또래나 동료들로부터 수용되지 못한다는 두려움에서, 이들은 위험한 결정을 내림으로써 빈약한 삶의 선택을 하게 된다.

#### 강한 자존감
강한 자존감(strong self-esteem)을 가진 사람들은 긍정적인 자기상과 충분한 활력을 가지고 있어서 반위업이 자존감을 압도하지 않도록 한다. 이들은 실패에 대한 두려움이 적다. 이들은 겸허하지만 활기차다. 이는 이들이 자신의 위업은 자랑하지 않으면서도 자신에 대한 반위업은 두려워하지 않는 어떤 힘이 있다는 것을 보여준다. 이들은 일이 잘못되어도 자존감이 영향을 받지 않기에, 목표 달성을 위하여 자신의 온 힘과 능력을 다해 싸울 능력이 있다. 이들의 자기상은 강하기에 이들은 자신의 실수를 정확히 아는데, 이러한 인지는 자기상을 해하거나 악영향을 주지 않는다. 이들은 사회적 특권을 잃을 두려움이 적으며. 행복과 안녕의 수준은 더 높다. 그러나 자존감 유형은 불멸의 것이 아니며, 삶의 어떤 상황이나 주변환경으로 인해 자존감은 이러한 수준에서 다른 상태로 떨어질 수 있다.

### 부수 대 비부수
부수적(contingent) 혹은 조건적(conditional) 자존감과 비부수적(non-contingent) 혹은 무조건적(unconditional) 자존감은 차이가 있다.
부수적 자존감(contingent self-esteem)은 타인의 말, 자신의 성공 혹은 실패, 유능함(competence), 관계 부수적 자존감(relationship-contingent self-esteem) 등 외부 자원에서 유래한다.
따라서 부수적 자존감은 불안정성(instability), 무신뢰성(unreliability), 취약성(vulnerability)을 특징으로 한다. 비부수적 자존감이 부족한 사람은 부단히 자기가치(self-value)를 찾으려 한다. 그러나 부수적 자존감의 추구는 인정을 받는 것을 바탕으로 하기 때문에 결국 실패할 수 밖에 없다. 누구든 계속해서 인정만 받을 수는 없기 때문이다. 이로 인해 타인의 불인정이 때로는 우울을 유발하기도 한다. 게다가 불인정에 대한 두려움은 실패가 있을 수도 있는 활동을 억제한다.
"진정한 용기란 자기자신을 받아들일 수 없는 상태라 하더라도 자기자신을 받아들일 줄 아는 용기이다. 이는 '믿음이 부가하는 정당화(justification by faith)'라는 파울린-루테란 독트린(Pauline-Lutheran doctrine)이라 한다." 폴 틸리히(Paul Tillich)

비부수적 자존감(non-contingent self-esteem)은 사실에 근거하고(true), 안정적이며(stable),  굳건한(solid) 것을 특징으로 한다. 이는 '자신은 있는 그대로 절대적으로 받아들일 수 있고(acceptable period), 삶 자체 이전에 받아들일 수 있으며, 존재론적으로 받아들일 수 있다(ontologically acceptable)'는 믿음에서 유래한다. '존재론적으로 받아들일 수 있다'는 믿음은 자신의 수용가능성(acceptability)은 특정한 조건이 있을 때에만 발생하는 부수성(contingency)이 없어도 사물이 있는 그대로 존재하는 방식을 믿는 것이다. 신학자 폴 틸리히(Paul Tillich)가 상술하였듯, 이러한 믿음에서 수용가능성은 개인의 덕성(virtue)에 기반하지 않는다. 그것은 우리에게 죄(guilt)가 있음에도 불구하고 우리 자신을 수용(acceptance)한다는 것이다.
정신의학자 토마스 해리스(Thomas A Harris)는 비부수적 자존감을 다룬 자신의 저서 『I'm OK – You're OK』에서 틸리히를 인용하였다. 해리스는 틸리히의 '수용 가능한(acceptable)'을 구어 "OK"로 번역하였다. 해리스는 그리스도의 메시지가 '너는 괜찮아질 수 있어, 만약 ~한다면(YOU CAN BE OK, IF).'이 아니라, "너는 받아들여지고 있어, 무조건적으로(YOU ARE ACCEPTED, unconditionally)."라고 말한다.
안정적인 비부수적인 자존감은 존재론적으로 수용될 수 있고 수용되고 있다는 믿음에서 나온다.

## 신경과학
2014년 로버트 차베스(Robert S. Chavez)와 토드 히더튼(Todd F. Heatherton)이 수행한 연구에서, 자존감은 전두선조체 회로(frontostriatal circuit)의 연결성과 관련있다고 밝혀졌다. 전두선조체 경로는 자기인식(self-knowledge)을 담당하는 내측전전두피질(medial prefrontal cortex)을, 동기(motivation)와 보상(reward)의 느낌을 담당하는 복측선조체(ventral striatum)에 연결시킨다. 해부학적 경로들이 강화되는 것은 장기 자존감(long-term self-esteem)이 높아지는 것과 연관되어 있으나, 기능적 연결성(functional connectivity)이 더 강화되는 것은 단기 자존감(short-term self-esteem)이 높아지는 것과 연관이 있다.

## 영향

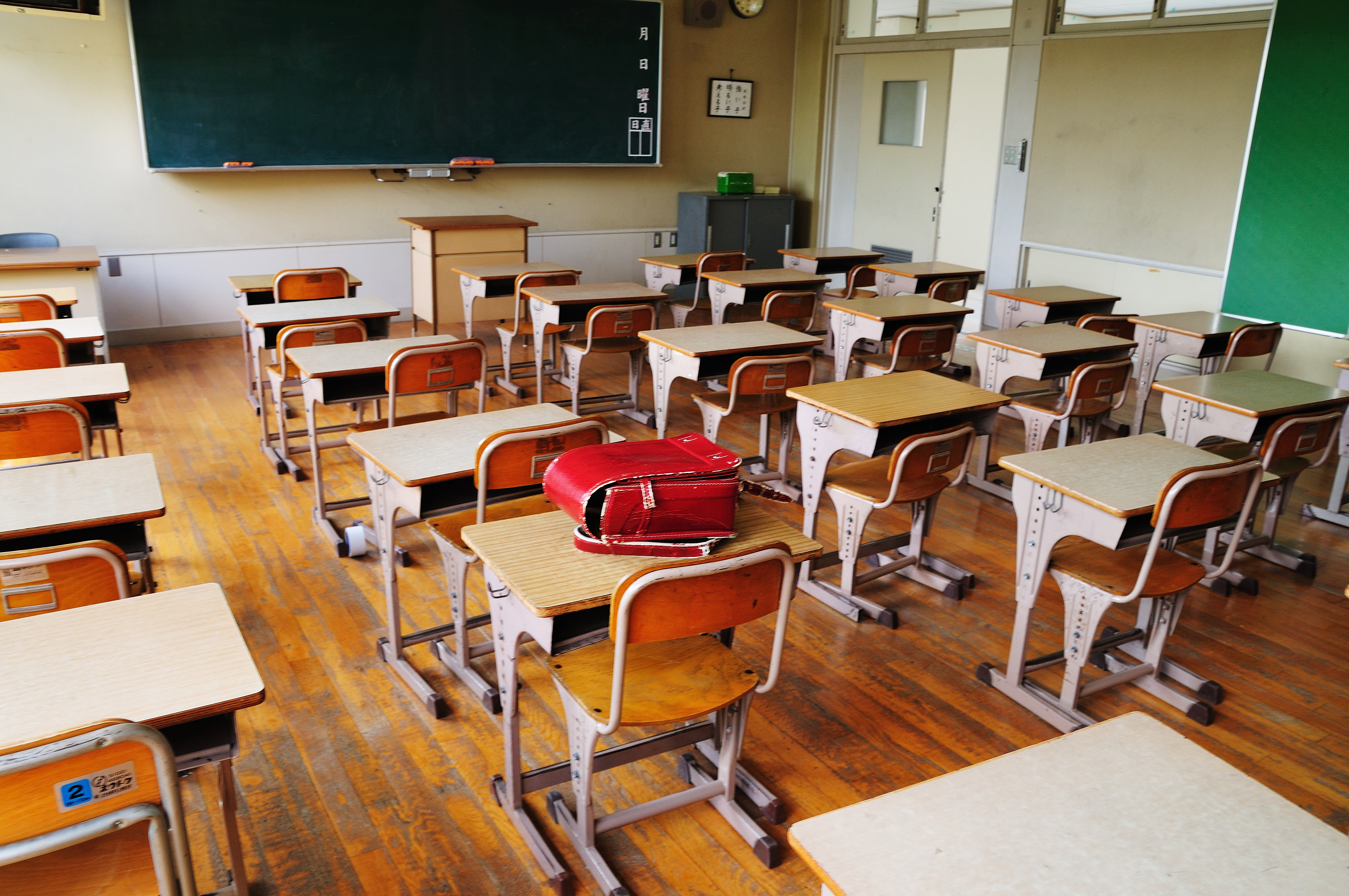
대인관계의 시험장인 '학교'

### 대인관계
자아존중감은 학업 성적, 리더십, 위기극복능력, 대인관계 등 삶의 많은 영역에 영향을 미친다. 특히 대인관계는 자아존중감과 정비례하는 모습을 보인다.
대한민국의 서울과 경기도권에 거주하는 고등학교 1학년생을 대상으로 조사한 결과, 자아존중감이 가장 높은 그룹은 89.3%가 대인관계 최고 수준의 그룹에 속했다. 반면 자아존중감이 낮은 그룹은 78.0%가 대인관계 수준 역시 낮게 나타났다. 마찬가지로 중간 그룹은 가장 많은 69.7%가 중간 정도의 대인관계 수준을 보였다.

### 자기 판단
자아존중감은 대인관계뿐만 아니라 자기판단에도 영향을 미친다. 자아존중감이 높은 사람들은 자기주장적인 경향이 있어 한계와 마주한 상황에서 자신의 판단에 확신을 가지고 이를 표현한다. 반면에 자아존중감이 낮은 사람들은 자신의 판단에 자신감이 없으며 자신이 이 상황에 대해 영향을 주기 힘들다고 생각한다.

## 오해

### 자신감과의 차이
정신건강의학과 전문의 윤홍균에 의하면 자신감은 자신의 능력과 해결해야할 과제의 난이도를 비교함으로써 형성된다. 예를 들어 자신의 능력에 비해 과제의 난이도가 높다면 자신감이 떨어진다. 한편 자신의 능력을 실제보다 과대평가하는 경우 자신감이 지나치게 높아진다. 이 상태를 자만 상태라고 한다.

### 자존심과의 차이
이주연 목사에 의하면 자존심과 자존감은 모두 자신을 좋게 평가하고 사랑하는 마음이다. 그러나 자신감은 타인과의 경쟁 속에서 얻는 긍정이며 자존감은 자신의 있는 그대로를 받아들이는 긍정이다. 이에 따라 자신감은 끝없이 타인과 경쟁해야 존재할 수 있으며 패배할 경우 무한정 곤두박질 친다. 반면 자존감은 자신에 대한 확고한 사랑과 믿음이기에 경쟁 상황에 따라 급격히 변하지 않는다.

## 같이 보기
- 내현적 자존감
- 로젠버그 자존감 척도
- 발달심리학
- 심리치료
- 열등감
- 자기애
- 자기연민
- 자기효능감